# Гетто в Илье (Минская область)
Гетто в И́лье (лето 1941 — август 1942) — еврейское гетто, место принудительного переселения евреев посёлка Илья Вилейского района Минской области и близлежащих населённых пунктов в процессе преследования и уничтожения евреев во время оккупации территории Белоруссии войсками нацистской Германии в период Второй мировой войны.

## Оккупация Ильи и создание гетто
Перед войной в местечке Илья жили 586 евреев. Деревня была оккупирована немецкими войсками на протяжении трех лет — с 3 июля 1941 года по 3 июля 1944 года. После оккупации немцы, реализуя нацистскую программу уничтожения евреев, организовали в Илье гетто в районе улицы Чкалова, согнав туда и евреев из ближайших деревень. Старостой гетто немцы назначили Абрама Мотке. Гетто было обнесено оградой из колючей проволоки.

## Уничтожение гетто
По невыясненным до сих пор причинам описание уничтожения гетто в Илье, воссозданное по рассказам свидетелей из местных жителей, сильно отличается от сведений, зафиксированных в акте комиссии содействия ЧГК по Ильянскому району от 19 марта 1945 года и от показаний латышкого полицейского, участника уничтожения гетто, данных им во время судебного процесса в 1971 году. Расхождения в обеих версиях так велики, что, по мнению историков, речь, видимо, идёт о разных случаях массовых убийств.
По показаниям свидетелей, жителей Ильи, вечером 16 марта 1942 года в местечко прибыл отряд карателей во главе с гестаповцем. Немцы выбрали 8 (10 по другому свидетельству) самых красивых еврейских девушек, изнасиловали их, а следующим утром расстреляли вместе с остальными евреями. Сохранились имена некоторых из них: Сара и Хая Гринблат, Рыся Копелевич, Бася Риер, Сара Сосман, Хая Бруйда. На следующий день, 17 марта (ещё зимой) 1942 года, немцы вместе с полицаями к 15:00 согнали евреев на площадь, которая усиленно охранялась. Затем обречённых людей отвели к большому сараю, бывшему недостроенному овощехранилищу, и заперли в нём. Из сарая брали по 2-3 человека, отводили к заранее выкопанной яме и убивали. К вечеру опустевший сарай и яму облили бензином и подожгли. Те евреи, которые прыгали в яму сами, не ожидая выстрелов, по рассказам свидетелей, начали страшно кричать, и каратели, улыбаясь при этом, бросили туда ручные гранаты. После этого немцы и полицейские вернулись в гетто, тщательно обыскали его и нашли 60 (64 по другому свидетельству) спрятавшихся людей. Их отвели к ещё горящей яме, застрелили и сбросили вниз. Во время этой «акции» (таким эвфемизмом нацисты называли организованные ими массовые убийства) за два дня были убиты более 700 (520) евреев. Их имущество после расстрелов разграбили.
Согласно акту комиссии содействия ЧГК, уничтожение гетто произошло в мае 1942 года. В Илью прибыл отряд гестаповцев из Вилейки численностью 200 человек, с ними — 30 белорусских полицейских. Каратели вырыли на улице Советской большую яму. Евреям приказали раздеваться и становиться на край ямы, после чего стреляли в них в упор из пулемета и автоматов. Когда яма заполнилась доверху, туда залили бензин, бросили зажигательную бомбу, и тела убитых три дня тлели в огне. Во время этого массового убийства немцы и коллаборационисты расстреляли и сожгли 745 евреев, включая 150 детей в возрасте до 10 лет. Сохранились имена некоторых из организаторов и исполнителей этого убийства: офицеры Корф и Макс, капитан Страсбург, обер-вахмейстер Фрицель, шеф жандармов деревни Илья подофицер Бернард Вырвинг, начальник полиции Николай Скабей, полицейские Николай Давыдович, Николай Соколовский, Мечислав Кротович, Степан Селявка, Петр Кононок, Михаил Кожура и Федор Голубович.
Латышский коллаборационист, участник уничтожения гетто, во время судебного процесса в 1971 году дал следующие показания. В первой половине июня 1942 года их полицейское подразделение было поднято по тревоге и, вместе с членами СД и жандармерии, под руководством Граве, с полным вооружением выехало в деревню Илья на трех грузовых и двух легковых автомобилях. В каждом грузовике находилось примерно 25 человек. В Илье автомобили встречали немцы и полицаи — всего 30-50 человек. Латышские и другие полицаи по приказу немцев оцепили гетто, из которого начали выводить евреев и гнать за дома к полю на окраине местечка. Когда всех евреев вывели, немцы обыскали гетто в поиске ценных вещей и спрятавшихся узников. Евреев, выведенных за окраину деревни, расстреливали за большим хлевом на протяжении 2-3 часов. После убийства немцы и полицаи вернулись в Вилейку и устроили для всех участников расстрела гулянку. Всего в этот день в Илье были убиты 300—400 евреев.
В июле 1942 года при участии белорусских и латышских полицейских, солдат вермахта и лесников, в Илье за городом были убиты около 1000 последних евреев. Их тела были облиты бензином и сожжены. Всего летом (в августе) 1942 года в Илье были убиты примерно 1500 евреев.

## Случаи спасения и «Праведники народов мира»
Житель Ильи Сафонов Геннадий был удостоен почетного звания «Праведник народов мира» от израильского мемориального института Яд Вашем «в знак глубочайшей признательности за помощь, оказанную еврейскому народу в годы Второй мировой войны». Он спас в Илье Фогельман Симху, Соломянского Файвла, Кац Брайну, Захарову (Минкову) Анну и семью Йохельман;
В деревне против захватчиков действовала подпольная организация, членами которой были и евреи (одним из подпольщиков в Илье был Николай Киселёв, спасший группу евреев из гетто в Долгиново).

## Память
В 1957 году в Илье был установлен памятник на братской могиле советских воинов и партизан и на могиле жертв фашизма, на которых нет никакого упоминания о евреях, убитых в деревне во время Катастрофы.
Опубликованы неполные списки убитых евреев Ильи. Среди ильинских жертв есть и прабабушка актрисы Лизы Кудроу.